# Klášter Saint-Magloire
Klášter Saint-Magloire bylo opatství v Paříži. Klášter byl zrušen a následně zbořen za Velké francouzské revoluce.

## Poloha
Klášter se nacházel v prostoru dnešního domu č. 82 v Rue Saint-Denis.

## Historie
Benediktinské opatství založili mniši z bretaňského Léhonu. Nejprve se usídlili na pravém břehu poblíž kaple sv. Jiří za městskými hradbami. Ke konci 10. století mniši přesídlili na ostrov Cité do kostela sv. Bartoloměje. V roce 1138 mniši kostel opustili a přesunuli se do Rue Saint-Denis. V roce 1572 se opět přesunuli do ulice Rue Saint-Jacques poblíž kostela Saint-Jacques-du-Haut-Pas. V tomto klášteru byl v roce 1618 zřízen seminář Saint-Magloire. Klášter byl zrušen v roce 1790 a kostel s klášterem byly posléze po několika letech zbořeny.